# Щигличні
Щигличні (Carduelinae) — підродина горобцеподібних птахів родини в'юркових (Fringillidae). За винятком гавайських медоносців, вони харчуються насінням, і, на відміну від більшості горобцеподібних птахів, вигодовують своїх дитинчат переважно насінням, яке відригується. Крім цього, вони відрізняються від інших в'юркових деякими незначними деталями свого черепа. Вони вправно розлущують насіння та чіпляються за стебла, на відміну від інших зерноїдних птахів, які харчуються переважно опалим насінням.  Деякі представники цієї підродини харчуються лише певним типом насіння, наприклад шишками у випадку з шишкарями.

## Класифікація
Підродина містить 183 види у 49 родах, з них 15 видів вимерли в історичний період (після 1500 року).
Підродина Carduelinae
- Коструба (Mycerobas) – 4 види;
- Костогриз (Coccothraustes) – 3 види;
- Костар (Eophona) – 2 види;
- Смеречник (Pinicola) – 1 вид;
- Снігур (Pyrrhula) – 8 видів;
- Чечевичник (Rhodopechys) – 2 види;
- Снігар (Bucanetes) – 2 види;
- Китайська чечевиця (Agraphospiza) – 1 вид;
- Гімалайська армілка (Callacanthis) – 1 вид;
- Золотоголовий кіпаль (Pyrrhoplectes) – 1 вид;
- Тонкодзьоба чечевиця (Procarduelis) – 1 вид;
- Катуньчик (Leucosticte) – 6 видів;
- Чечевиця (Carpodacus) – 28 видів;
- Гавайські квіткарки (триба Drepanidini):
  - Поулі (Melamprosops) – 1 вид;
  - Алауагіо (Paroreomyza) – 3 види;
  - Акікікі (Oreomystis) – 1 вид;
  - Гавайниця (Telespiza) – 4 види;
  - Паліла (Loxioides) – 2 види;
  - Коа (Rhodacanthis) – 2 види;
  - Кона (Chloridops) – 1 вид;
  - Оу (Psittirostra) – 1 вид;
  - Ланайська гавайниця (Dysmorodrepanis) – 1 вид;
  - Іві (Drepanis) – 3 види;
  - Улаїгаване (Ciridops) – один нещодавно вимерлий вид і 3 доісторичних види;
  - Акогекоге (Palmeria) – 1 вид;
  - Апапане (Himatione) – 2 види;
  - Великий амакиги (Viridonia) – 1 вимерлий вид;
  - Акіалоа (Akialoa) – 4  недавно вимерлих види та 2 доісторичних види;
  - Нукупу (Hemignathus) – 4 види, з яких зберігся лише один;
  - Псевдокеа (Pseudonestor) – 1 вид;
  - Малий амакиги (Magumma) – 1 вид;
  - Акепа (Loxops) – 5 видів, з яких один вимер;
  - Амакиги (Chlorodrepanis) – 3 види;
- Американська чечевиця (Haemorhous) – 3 види;
- Зеленяк (Chloris) – 6 видів;
- Блідий снігар (Rhodospiza) – 1 вид;
- Армілка (Rhynchostruthus) – 3 види;
- Івуд (Linurgus) – 1 вид;
- Crithagra – 37 видів;
- Linaria – 4 види;
- Чечітка  (Acanthis) – 3 види;
- Шишкар (Loxia) – 6 видів;
- Chrysocorythus – 2 види;
- Щиглик (Carduelis) – 3 види;
- Щедрик (Serinus) – 8 видів;
- Чиж (Spinus) – 20 видів;